# Stromanthe schottiana
Stromanthe schottiana är en strimbladsväxtart som först beskrevs av Friedrich August Körnicke, och fick sitt nu gällande namn av August Wilhelm Eichler. Stromanthe schottiana ingår i släktet broktoppar, och familjen strimbladsväxter. Inga underarter finns listade.